# Donchery
Donchery é uma comuna francesa na região administrativa de Grande Leste, no departamento Ardenas. Estende-se por uma área de 27,47 km². Em 2010 a comuna tinha 2 056 habitantes (densidade: 74,8 hab./km²).